# (153591) 2001 SN263
(153591) 2001 SN263 es un sistema trinario carbonaceo, formado por un asteroide principal de 2,6 km de diámetro y dos satélites, clasificado como NEO y potencialmente peligroso, dentro del grupo de los asteroides Amor. Fue descubierto el 20 de septiembre de 2001 por el proyecto LINEAR en el Lincoln Lab's Experimental Test Site en Socorro, Nuevo México.
Las dos lunas miden aproximadamente 770 y 440 metros de diámetro y tienen un periodo orbital de 16,46 y 150 horas respectivamente.

## Observaciones

### Primario
El objeto primario o principal de este sistema trinario , es un inusual carbonaceo asteroide cercano a la Tierra (NEO) que orbita el Sol a una distancia de 1,0-2,9 UA una vez cada 2 años y 10 meses (1 023 días). Su órbita tiene una alta excentricidad de 0,48 y una inclinación de 7° con respecto a la eclíptica. El primer precovery fue tomado en el Observatorio Palomar durante el programa Digitized Sky Survey en 1990, extendiendo el arco de la observación del asteroide hasta 11 años antes de su descubrimiento oficial en el Observatorio de Socorro.
Tiene una distancia mínima orbital a la órbita de la Tierra (MOID) de 0,0504 UA(7 540 000 km), lo cual equivale a 19,6 veces la distancia de la tierra a la Luna. Con un MOID por encima de 0,05 UA, no cumple las condiciones para ser un asteroide potencialmente peligroso, a pesar es estar etiquetado como tal por el MPC.
Según varias observaciones, 2001 SN263 mide entre 2 y 2,63 kilómetros de diámetro, y su superficie tiene un albedo bajo de 0,048. Se obtuvo una curva de luz rotacional a partir de observaciones fotométricas que le dio un período de rotación de 3,20 a 5,19 horas con una variación de brillo entre 0,13 y 0,26 en magnitud (Factores de calidad U=2/3/3/2).

### Sistema trinario
En 2008, se descubrió desde el Observatorio de Arecibo que el objeto está orbitado por dos lunas, en el momento en que el sistema triple hizo su aproximación más cercana a la Tierra a unos 0,066 U.A. (unos 10 millones de km). El cuerpo mayor de los tres es llamado "Alfa" y tiene una forma esferoidal, con ejes principales de 2,8 ± 0,11 km, 2,7 ± 0,1 km, y 2,5 ± 0,2 km y una densidad cercana a 1,3  ± 0,6  g/cm³, mientras que los satélites, llamados "Beta" y "Gamma", son varias veces más pequeñas de tamaño: "Beta" tiene 1,1 km de diámetro y "Gamma", 0,4 km.
El otro NEO identificado sin duda alguna como triple asteroide es (136617) 1994 CC, que mostró su naturaleza trinaria en 2009.

## Características orbitales de los satélites
Las propiedades orbitales de los satélites se detallan en la siguiente tabla. Los planos orbitales de ambos satélites se encuentran inclinados aproximadamente 14º uno respecto al otro. Una diferencia de inclinación tan grande entre ambas órbitas sugiere que en el pasado ambos asteroides estuvieron sometidos a eventos que los sacaron de su órbita coplanar para colocarlos en la situación inclinada actual.
| Nombre           | Masa [109 kg] | Semieje mayor [km] | Periodo orbital [días] | Excentricidad |
| ---------------- | ------------- | ------------------ | ---------------------- | ------------- |
| Gamma (interior) | ~10×1010      | 3,8                | 0,686                  | 0,016         |
| Beta (exterior)  | ~24×1010      | 16,6               | 6,225                  | 0,015         |